# Lista dos campeões estaduais de futebol do Brasil em 2023

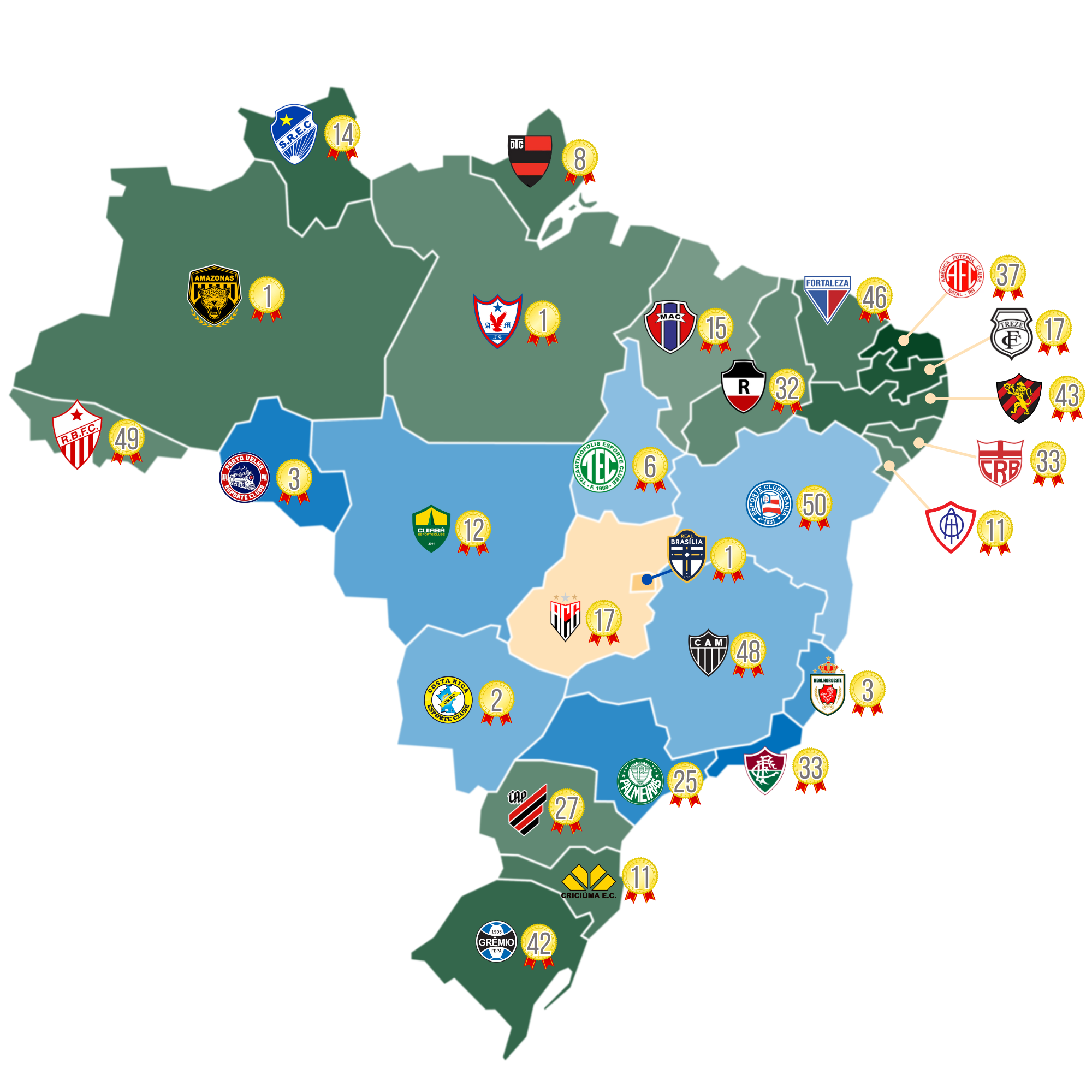
Campeões estaduais em 2023

A lista a seguir traz dados acerca dos campeonatos estaduais de futebol realizados no Brasil em 2023.
Significados das colunas:
- Estado: nome do estado, listados em ordem alfabética.
- Copa do Brasil 2024: times classificados para a Copa do Brasil em sua edição de 2024 pelo Campeonato Estadual. [Ordem alfabética]
- Série D 2024: times classificados para o Campeonato Brasileiro de Futebol - Série D em sua edição de 2024.
- Final: placares dos jogos finais ou, em caso de não ter havido final, a vantagem do campeão ao final do campeonato.
- Rebaixados: times rebaixados para a divisão inferior (Segunda Divisão, Série B, Módulo II) de 2024.

## Estaduais
| Estado | Campeão/Artilheiro                                                                                    | Vice-campeão       | Copa do Brasil 2024                                            | Série D 2024                            | Final                                                             | Rebaixados                             |
| ------ | --- | ------------------ | -------------------------------------------------------------- | --------------------------------------- | ----------------------------------------------------------------- | -------------------------------------- |
| AC     | Rio Branco-AC (49° título) Pedro Henrique (Galvez) 11 gols                                            | Humaitá            | Humaitá Rio Branco-AC                                          | Humaitá Rio Branco-AC                   | Hexagonal final                                                   |                                        |
| AL     | CRB (33° título - 2º consec.) Renato (CRB) 6 gols                                                     | ASA                | ASA CRB Murici                                                 | ASA                                     | ASA 0 x 2 CRB 1 x 0 ASA                                           | Desportivo Aliança                     |
| AP     | Trem (8° título - 3º consec.) Aleílson (Trem) 7 gols                                                  | Independente-AP    | Independente-AP Trem                                           | Trem                                    | Trem 2 x 0 Independente-AP 3 x 3 Trem                             |                                        |
| AM     | Amazonas (1° título) Iury (Manauara) 8 gols                                                           | Manauara           | Amazonas Manauara                                              | Manauara Princesa do Solimões           | Manauara 0 x 0 Amazonas 1 x 0 Manauara                            | Fast Clube Iranduba                    |
| BA     | Bahia (50° título) Cesinha (Itabuna) / Everaldo (Bahia) 6 gols                                        | Jacuipense         | Bahia Itabuna Jacuipense                                       | Itabuna Jacuipense Juazeirense          | Jacuipense 1 x 1 Bahia 3 x 0 Jacuipense                           | Doce Mel Jacobinense                   |
| CE     | Fortaleza (46° título - 5º consec.) Ciel (Ferroviário) / Zazá (Caucaia) 5 gols                        | Ceará              | Fortaleza Iguatu                                               | Atlético Cearense Iguatu Maracanã-CE    | Fortaleza 2 x 1 Ceará 2 x 2 Fortaleza                             | Guarani de Juazeiro Pacajus            |
| DF     | Real Brasília (1° título) Yuri Mamute (Brasiliense) 8 gols                                            | Brasiliense        | Brasiliense Real Brasília                                      | Brasiliense Real Brasília               | Brasiliense 3 x 2 Real Brasília 1 (2) x (1) 0 Brasiliense         | Brasília Taguatinga                    |
| ES     | Real Noroeste (3º título - 3º consec.) Matheus Bidick (Porto Vitória) 9 gols                          | Nova Venécia       | Nova Venécia Real Noroeste                                     | Real Noroeste                           | Nova Venécia 0 x 0 Real Noroeste 3 x 1 Nova Venécia               | Atlético Itapemirim Vilavelhense       |
| GO     | Atlético Goianiense (17° título - 2º consec.) Luiz Fernando (Atlético Goianiense) 9 gols              | Goiás              | Anápolis Aparecidense Atlético Goianiense                      | Anápolis CRAC Iporá                     | Atlético Goianiense 2 x 0 Goiás 3 (4) x (5) 1 Atlético Goianiense | Grêmio Anápolis Inhumas                |
| MA     | Maranhão (15° título) Cleber Pereira (Pinheiro) / Diego (São José-MA) / Eloir (Sampaio Corrêa) 5 gols | Moto Club          | Maranhão Moto Club Sampaio Corrêa                              | Maranhão Moto Club                      | Moto Club 1 x 1 Maranhão 1 (5) x (4) 1 Moto Club                  | IAPE São José-MA                       |
| MT     | Cuiabá (12° título - 3° consec.) José Daniel (Operário VG) 9 gols                                     | União Rondonópolis | Cuiabá União Rondonópolis                                      | União Rondonópolis                      | União Rondonópolis 0 x 2 Cuiabá 1 x 0 União Rondonópolis          | Cacerense Sport Sinop                  |
| MS     | Costa Rica (2° título) Cristiano (Costa Rica) / Tony Júnior (Operário-MS) 7 gols                      | Operário-MS        | Costa Rica Operário-MS                                         | Costa Rica                              | Operário-MS 0 x 0 Costa Rica 1 x 1 Operário-MS                    | Comercial-MS Operário de Caarapó       |
| MG     | Atlético Mineiro (48° título - 4º consec.) Hulk (Atlético Mineiro) 11 gols                            | América Mineiro    | América Mineiro Athletic Atlético Mineiro Cruzeiro Tombense    | Democrata GV Villa Nova Ipatinga        | América Mineiro 2 x 3 Atlético Mineiro 2 x 0 América Mineiro      | Caldense Democrata-SL                  |
| PA     | Águia de Marabá (1° título) Mário Sérgio (Paysandu) 10 gols                                           | Remo               | Águia de Marabá Paysandu Remo                                  | Águia de Marabá Cametá                  | Águia de Marabá 1 x 0 Remo 2 (4) x (5) 1 Águia de Marabá          | Independente-PA Itupiranga             |
| PB     | Treze (17° título) Luiz Henrique (Sousa) 5 gols                                                       | Sousa              | Sousa Treze                                                    | Sousa Treze                             | Treze 2 x 1 Sousa 1 (2) x (4) 0 Treze                             | Auto Esporte-PB Queimadense            |
| PR     | Athletico Paranaense (27° título) Pablo (Athletico Paranaense) 9 gols                                 | FC Cascavel        | Athletico Paranaense Coritiba FC Cascavel Maringá Operário-PR  | Cianorte FC Cascavel Maringá            | FC Cascavel 1 x 2 Athletico Paranaense 0 x 0 FC Cascavel          | Foz do Iguaçu Rio Branco-PR            |
| PE     | Sport (43° título) Emerson Galego (Petrolina) / Luciano Juba (Sport) 6 gols                           | Retrô              | Petrolina Retrô Sport                                          | Petrolina Retrô                         | Retrô 1 x 2 Sport 2 x 0 Retrô                                     | Afogados Belo Jardim Caruaru City Íbis |
| PI     | River-PI (32° título) João Victor (Corisabbá) 6 gols                                                  | Fluminense-PI      | Fluminense-PI River-PI                                         | Fluminense-PI River-PI                  | Fluminense-PI 1 x 0 River-PI 1 x 0 Fluminense-PI                  | Corisabbá Ferroviário-PI               |
| RJ     | Fluminense (33° título - 2º consec.) Germán Cano (Fluminense) 16 gols                                 | Flamengo           | Botafogo Flamengo Fluminense Vasco da Gama Volta Redonda Audax | Audax Rio Nova Iguaçu Portuguesa        | Flamengo 2 x 0 Fluminense 4 x 1 Flamengo                          | Resende                                |
| RN     | América de Natal (37° título) Wallace Pernambucano (América de Natal) 10 gols                         | ABC                | ABC América de Natal                                           | Potiguar de Mossoró Santa Cruz de Natal | América de Natal 1 x 0 ABC 0 x 0 América de Natal                 | Alecrim                                |
| RS     | Grêmio (42° título - 6º consec.) Pedro Henrique (Internacional) 8 gols                                | Caxias             | Caxias Grêmio Internacional Ypiranga de Erechim                | Avenida Brasil de Pelotas Novo Hamburgo | Caxias 1 x 1 Grêmio 1 x 0 Caxias                                  | Aimoré Esportivo                       |
| RO     | Porto Velho (3° título) Léo Mineiro (Real Ariquemes) 4 gols                                           | Ji-Paraná          | Ji-Paraná Porto Velho                                          | Porto Velho                             | Ji-Paraná 0 x 1 Porto Velho 0 x 0 Ji-Paraná                       | Rondoniense                            |
| RR     | São Raimundo-RR (14° título - 8º consec.) Blaise Tsague (Real) 10 gols                                | GAS                | GAS São Raimundo-RR                                            | São Raimundo-RR                         | São Raimundo-RR venceu os 2 turnos                                |                                        |
| SC     | Criciúma (11° título) Adilson Bahia (Barra-SC) / Fabinho (Criciúma) / Waguininho (Avaí) 5 gols        | Brusque            | Brusque Criciúma                                               | Barra-SC Concórdia Hercílio Luz         | Criciúma 1 x 0 Brusque 0 x 1 Criciúma                             | Atlético Catarinense Camboriú          |
| SP     | Palmeiras (25° título - 2º consec.) Galoppo (São Paulo) / Róger Guedes (Corinthians) 8 gols           | Água Santa         | Água Santa Ituano Palmeiras Red Bull Bragantino São Bernardo   | Água Santa Inter de Limeira Santo André | Água Santa 2 x 1 Palmeiras 4 x 0 Água Santa                       | Ferroviária São Bento                  |
| SE     | Itabaiana (11° título) Neto Oliveira (Falcon) 6 gols                                                  | Confiança          | Confiança Itabaiana                                            | Itabaiana Sergipe                       | Itabaiana 2 x 0 Confiança 0 x 2 Itabaiana                         | Estanciano Freipaulistano              |
| TO     | Tocantinópolis (6° título - 3º consec.) Bilau (Tocantinópolis) / Tony Love (Capital-TO) 5 gols        | Capital-TO         | Capital-TO Tocantinópolis                                      | Capital-TO Tocantinópolis               | Capital-TO 1 x 2 Tocantinópolis 4 x 3 Capital-TO                  | Interporto Palmas                      |

## Turnos Estaduais
| Campeonato             | Primeiro Turno                   | Segundo Turno                   |
| ---------------------- | -------------------------------- | ------------------------------- |
| Campeonato Maranhense  | Primeiro Turno / Maranhão        | Segundo Turno / Moto Club       |
| Campeonato Rondoniense | Primeira Fase / Porto Velho      | Segunda Fase / Ji-Paraná        |
| Campeonato Roraimense  | Primeiro Turno / São Raimundo-RR | Segundo Turno / São Raimundo-RR |

## Torneios Extra
| Estado          | Competição                     | Campeão             | Vice-Campeão  | Outros participantes                                                                                    |
| --------------- | ------------------------------ | ------------------- | ------------- | --- |
| CE - (Detalhes) | Taça Padre Cícero              | Iguatu              | Maracanã-CE   | Barbalha Caucaia Guarani de Juazeiro Pacajus                                                            |
| CE - (Detalhes) | Taça Pedro Basílio             | Ceará               | Fortaleza     | Atlético Cearense Barbalha Caucaia Ferroviário Guarani de Juazeiro Iguatu Maracanã-CE Pacajus           |
| MG - (Detalhes) | Campeonato Mineiro do Interior | Athletic            | Tombense      | Caldense Democrata GV Democrata-SL Ipatinga Patrocinense Pouso Alegre Villa Nova                        |
| MG - (Detalhes) | Taça Inconfidência             | Tombense            | Villa Nova    | Democrata GV Pouso Alegre                                                                               |
| RJ - (Detalhes) | Taça Guanabara                 | Fluminense          | Vasco da Gama | Audax Rio Bangu Boavista-RJ Botafogo Flamengo Madureira Nova Iguaçu Portuguesa-RJ Resende Volta Redonda |
| RJ - (Detalhes) | Taça Rio                       | Botafogo            | Audax Rio     | Nova Iguaçu Portuguesa-RJ                                                                               |
| RS - (Detalhes) | Campeonato do Interior Gaúcho  | Ypiranga de Erechim | —             | Aimoré Avenida Brasil de Pelotas Esportivo Juventude Novo Hamburgo São Luiz São José-RS                 |
| SP - (Detalhes) | Taça Independência             | São Bernardo        | Mirassol      | Guarani Inter de Limeira Portuguesa Santo André                                                         |

## Divisões de Acesso
| Estado | Divisão          | Campeão                           | Promovidos                           | Rebaixados |
| ------ | ---------------- | --------------------------------- | ------------------------------------ | --- |
| AL     | Segunda Divisão  | Penedense (3° título)             | Penedense                            | |
| AM     | Segunda Divisão  | Unidos do Alvorada (1° título)    | São Raimundo-AM Unidos do Alvorada   | |
| BA     | Segunda Divisão  | Jequié (3° título)                | Jacobina Jequié                      | Colo Colo Leônico |
| CE     | Segunda Divisão  | Horizonte (2° título)             | Floresta Horizonte                   | Crateús Crato |
| CE     | Terceira Divisão | Maranguape (1° título)            | Cariri Maranguape                    | |
| DF     | Segunda Divisão  | Ceilandense (2° título)           | Ceilandense Planaltina               | |
| ES     | Série B          | Jaguaré (1° título)               | Jaguaré Rio Branco VN                | |
| GO     | Segunda Divisão  | Goiatuba (4° título)              | Goiatuba Jataiense                   | Aparecida Jaraguá |
| GO     | Terceira Divisão | ABECAT (1° título)                | ABECAT Trindade                      | |
| MA     | Série B          | Tuntum (1° título)                | Imperatriz Tuntum                    | Expressinho São Luís Bacabal |
| MT     | Segunda Divisão  | Primavera (1° título)             | Primavera AA Araguaia                | |
| MS     | Série B          | Portuguesa-MS (1° título)         | Corumbaense Náutico-MS Portuguesa-MS | |
| MG     | Módulo II        | Itabirito (1° título)             | Itabirito Uberlândia                 | Tupynambás União Luziense |
| MG     | Segunda Divisão  | Mamoré (3° título)                | Mamoré Valeriodoce                   | |
| PA     | Série B1         | Canaã (1° título)                 | Canaã Santa Rosa                     | Amazônia Atlético-PA Fonte Nova Tiradentes-PA |
| PA     | Série B2         | Pinheirense (1° título)           | Paraense Pinheirense                 | |
| PB     | Segunda Divisão  | Atlético Cajazeirense (2° título) | Atlético Cajazeirense Pombal         | Perilima Sabugy |
| PB     | Terceira Divisão | Cruzeiro-PB (1° título)           | Cruzeiro-PB Santa Rita-PB            | |
| PR     | Segunda Divisão  | Andraus (1° título)               | Andraus PSTC                         | Araucária Toledo |
| PR     | Terceira Divisão | Paranavaí (1° título)             | Nacional-PR Paranavaí                | |
| PE     | Série A2         | Afogados (1° título)              | Afogados                             | 1° de Maio Centro Limoeirense Ferroviário do Cabo |
| PE     | Série A3         | Ypiranga-PE (1° título)           | Ipojuca Ypiranga-PE                  | |
| PI     | Segunda Divisão  | Oeirense (2° título)              | Oeirense Picos                       | |
| RJ     | Série A2         | Sampaio Corrêa-RJ (1° título)     | Sampaio Corrêa-RJ                    | Friburguense Macaé |
| RJ     | Série B1         | Duque de Caxias (1° título)       | Duque de Caxias Serrano              | 7 de Abril Serra Macaense |
| RJ     | Série B2         | São Cristóvão (1° título)         | Belford Roxo São Cristóvão           | Angra dos Reis Búzios |
| RJ     | Série C          | Zinzane (1° título)               | São Cristóvão Zinzane                | |
| RN     | Segunda Divisão  | Baraúnas (1° título)              | Baraúnas                             | |
| RS     | Série A2         | Santa Cruz-RS (1° título)         | Guarany de Bagé Santa Cruz-RS        | Guarani-VA Tupi |
| RS     | Série B          | Cruzeiro-RS (1° título)           | Cruzeiro-RS Futebol com Vida         | |
| RO     | Série B          | Vilhena (1° título)               | Vilhena                              | |
| SC     | Série B          | Nação (1° título)                 | Nação Inter de Lages                 | Caçador Próspera |
| SC     | Série C          | Tubarão (2° título)               | Blumenau Tubarão                     | |
| SP     | Série A2         | Ponte Preta (4° título)           | Novorizontino Ponte Preta            | Lemense São Caetano |
| SP     | Série A3         | Capivariano (2° título)           | Capivariano São José-SP              | Barretos Osasco Audax |
| SP     | Segunda Divisão  | União São João (1° título)        | Catanduva União São João             | Amparo Atlético Mogi Barcelona Batatais Colorado Caieiras ECUS Fernandópolis Flamengo-SP Guarulhos Inter de Bebedouro Manthiqueira Mauá Mauaense Mogi Mirim Paulista Santacruzense São Carlos Tanabi Tupã União Mogi |
| SE     | Série A2         | Carmópolis (1° título)            | Carmópolis Olímpico                  | |
| TO     | Segunda Divisão  | Batalhão (1° título)              | Araguaína Batalhão                   | |